# Pennyroyal Tea
Pennyroyal Tea – singel grunge'owego zespołu Nirvana z albumu In Utero, wydany w kwietniu 1994. Na stronie B singla znalazł się utwór "I Hate Myself and Want to Die". Utwór "Pennyroyal Tea" w wersji akustycznej znalazł się na albumie MTV Unplugged in New York i w wersji demo w zestawie With the Lights Out. Zanim Nirvana wystąpiła w programie MTV Unplugged, Kurt Cobain nagrał ten utwór jeszcze raz w wersji studyjnej, śpiewając nową partię wokalną, gdyż pierwsza, nagrana na In Utero, mu się nie spodobała. Nowa wersja była planowana do wydania na maj 1994 roku na kolejnym singlu, jednak po śmierci Cobaina w kwietniu, Geffen obawiała się, że śmierć artysty może zostać, po wydaniu singla, wykorzystana w celu zarobienia dodatkowych pieniędzy. Wstrzymano więc wydanie nowej wersji utworu i nie ujrzała ona światła dziennego do 2002 roku. Nowa wersja po raz pierwszy ujrzała światło dzienne na albumie Nirvana.

## Lista utworów
1. „Pennyroyal Tea” (remix)
2. „I Hate Myself and Want to Die”
3. „Where Did You Sleep Last Night” (na żywo)

## Miejsca na listach przebojów
| Rok  | Single         | Lista                  | Pozycja |
| ---- | -------------- | ---------------------- | ------- |
| 1994 | Pennyroyal Tea | Latvian Airplay Charts | No. 20  |

## Covery
- Hole
- Kristin Hersh
- The Flaming Lips
- Manic Street Preachers